# Tigaras
Tigaras is een bestuurslaag in het regentschap Simalungun van de provincie Noord-Sumatra, Indonesië. Tigaras telt 1311 inwoners (volkstelling 2010).